# Anstalten Skänninge
Anstalten Skänninge är en kriminalvårdsanstalt i Skänninge i Mjölby kommun. Det är en sluten anstalt med 372 platser för intagna. Anstalten är sedan ombyggnad 2023 Sveriges näst största, sett till antal platser.
Den öppnades 1966 och var fram till 2004 en öppen anstalt. Om- och utbyggnaden till sluten anstalt har gjorts i etapper och färdigställdes sommaren 2008, och anstalten har cirka 400 personer anställda, varav de flesta är kriminalvårdare.

## Allvarlig kritik mot anstalten
Allvarlig kritik mot anstalten har våren 2024 riktats från Justitieombudsmannen Katarina Påhlsson. Anstalten har tillämpat en rutin som inneburit att intagna vid larm placerats i avskildhet utan beslut. 
I Sveriges Radios program ”Kaliber” hörs berättelser från både vakter och intagna, om det systematiska våldet som pågått innanför murarna.